# Dan Hartman
Pour les articles homonymes, voir Hartman.
Dan Hartman, né Daniel Earl Hartman le 8 décembre 1950 à Harrisburg (États-Unis) et mort le 22 mars 1994 à Westport (États-Unis), est un chanteur, auteur-compositeur-interprète et multiinstrumentiste américain. Il jouait plus communément la basse, mais aussi la guitare rythmique, les claviers et les percussions en plus de chanter et de faire les chœurs.
En 1972, Dan a rejoint Edgar Winter Group avec outre Edgar lui-même au saxophone, aux claviers et aux percussions, le producteur et guitariste Rick Derringer, le guitariste invité Ronnie Montrose et le batteur Chuck Ruff, ainsi que le bassiste Randy Jo Hobbs et le batteur Johnny Badanjek. Ils ont sortis l'album They Only Come Out at Night la même année, suivi de deux autres, soit Shock Treatmant en 1974 et The Edgar Winter Group With Rick Derringer en 1975.
Il est principalement connu pour ses chansons Free Ride et Autumn avec le Edgar Winter Group, I Can Dream About You, Instant Replay, Love Sensation ainsi que Relight My Fire de sa carrière solo.

## The Legends et le Edgar Winter Group
Hartman a rejoint son premier groupe The Legends à l'âge de 13 ans en 1964 à la demande de son frère aîné David qui lui a demandé de jouer les claviers. Dan était d'abord réticent à se joindre, car il gravitait vers Motown plutôt que vers le son Beatles que les membres des Legends préféraient. La formation originale était composée de Dan Hartman (claviers), son frère Dave (guitare et chant), Denny Woolridge (basse) et Ralph Swartz (batterie). Woolridge a quitté et fut remplacé par Dave Cope à la basse. Depuis sa création, The Legends ont joué dans divers endroits du centre de la Pennsylvanie, notamment dans des églises locales, des danses, des spectacles de rock et des concerts en plein air. The Legends a d'abord commencé comme un groupe de soul, mais est passé d'un groupe de rock psychédélique à un groupe de hard rock au début des années 1970.
Au début des années 1970, Dave avait quitté les Legends et Dan est devenu le leader du groupe avec Larry Sadler à la batterie et Joe Caloiero à la basse. Le rôle de Dan s'est encore élargi en ce sens qu'il a écrit une grande partie de la musique du groupe (ainsi qu'il a joué du piano électrique, de l'orgue et de la guitare), mais malgré la sortie d'un certain nombre de singles, aucun ne s'est avéré être des succès à grande échelle. Leur premier disque était une reprise de  "Baby Get Your Head Screwed on Right" de Cat Stevens sur le label Up. Ils ont ensuite sorti un double avec le label Bridge Society composé des chansons  "Keep On Running" (une chanson popularisée par le Spencer Davis Group ) et " Cheating " (enregistrée à l'origine par les Animals). Leur troisième single contenait des chansons écrites par Dan, "High Towers" / "Fever Games" sur Railroad House Records. Le groupe a également enregistré "Sometimes I Can't Help It" et "Jefferson Strongbox". Alors qu'il faisait toujours partie des Legends, Dan a travaillé comme banquier pendant un certain temps et portait une fausse moustache dans les promotions du groupe afin que ses employeurs ne le reconnaissent pas.
Il a commencé à envoyer des démos avec du matériel original du groupe The Legends pour attirer l'attention nationale. Il a demandé l'aide de Ronnie G. Shaeffer, une personnalité majeure de la radio du centre de la Pennsylvanie qui a non seulement écouté les démos et fourni des critiques honnêtes à Dan, mais a également offert des relations avec une maison de disques. En 1971, après avoir écouté la bande démo de 13 chansons, Steve Paul, président de Blue Sky Records, a présenté Dan à Edgar Winter, qui avait récemment dissous son groupe White Trash et cherchait de nouveaux musiciens pour sa prochaine aventure musicale. Dan a ensuite passé un certain temps à soutenir le Johnny Winter Band (Edgar Winter est le frère cadet de Johnny Winter) et a quitté les Legends pour rejoindre le Edgar Winter Group. Les Legends ont continué à enregistrer sans Dan Hartman, mais avec Larry Swartzwelder à la guitare et plus tard Dean Lescallette et Gene Brenner à la guitare rythmique. Ils ont sorti Rock n Roll Woman (écrit par Hartman) et Problems (écrit par Caloiero) sur le label Hartman's Heart. Les Legends se sont dissous au milieu des années 1970.
En 1972, Dan rejoint le Edgar Winter Group, où il joua la basse, la guitare rythmique et les percussions, écrit ou coécrit plusieurs de leurs chansons et chanté sur leurs albums They Only Come Out at Night, Shock Treatment et The Edgar Winter Group with Rick Derringer. Il a écrit et chanté le succès du groupe, Free Ride, en 1972. La ballade Autumn, qu'il a aussi écrite et composé, était un succès radio régional en Nouvelle-Angleterre. Dan a également écrit les singles du groupe Easy Street et River's Risin de l'album Shock Treatment. Puis il a repris la chanson Free Ride sur son album solo de 1979, Relight My Fire. En 1976, le Edgar Winter Group participe à une tournée avec Johnny Winter et ses musiciens, un album live est enregistré et sort sous le titre Together: Edgar Winter and Johnny Winter Live la même année. Mais il ne contient aucune chanson du Edgar Winter Group, il est entièrement composé de standards de rock and roll et soul. Dan est au piano uniquement sur cet album.
Aussi, Dan a joué la basse et la guitare rythmique avec Johnny Winter sur l'album Saints & Sinners en 1974, puis il a croisé Rick Derringer avec lequel il a collaboré sur son album Spring Fever aux chœurs sur 4 chansons. Et finalement, il a joué sur l'album Raisin' Cain de Johnny Winter en 1980 sur lequel il est au piano.

## Carrière solo
Au lancement d'une carrière solo en 1976, il sort un album promotionnel qui a pour titre complet: Who Is Dan Hartman and Why Is Everyone Saying Wonderful Things About Him?. Cet album est une compilation comprenant 2 chansons de Johnny Winter et 8 de Edgar Winter en solo ou avec le Edgar Winter Group, dont Free Ride, People Music, Hangin' Around, etc.
Son deuxième album, Images est considéré comme son premier album solo officiel, il inclut des musiciens ayant joués avec le Edgar Winter Group, Ronnie Montrose et Rick Derringer ainsi que des invités dont Clarence Clemons, saxophoniste du E Street Band de Bruce Springsteen et le trompettiste Randy Brecker.
Fin 1978, Dan connaît son premier grand succès avec le titre Instant Replay. Il fut suivi par son deuxième titre Relight My Fire en 1979, qui inclut au chant son amie Loleatta Holloway.
Il est de retour dans les charts en 1984 avec le titre I Can Dream About You, éponyme de l'album ainsi que dans la bande-son du film Les Rues de feu (Streets of Fire) où le titre est interprété par Winston Ford et chanté en playback par l'acteur Stoney Jackson et son groupe fictionnel.
En 1984, Dan sort le titre Heart of the Beat sous le nom de groupe "3V" avec Charlie Midnight pour la bande-son de Break Street 84 et en 1985, il fait encore un succès avec les chansons We Are The Young et Second Nature.
En 1988, il coécrit la chanson Why Should I Worry? avec Charlie Midnight pour le film Oliver et Compagnie.
Il contribue aussi pour le film Y a-t-il quelqu'un pour tuer ma femme? (Ruthless People).
Au cours des années suivantes il a pour principale occupation la composition et la production, il a collaboré avec des artistes tels que Tina Turner, Dusty Springfield, Joe Cocker, Bonnie Tyler, Paul Young, James Brown, Nona Hendryx, Holly Johnson, Steve Winwood, Living in a Box et The Plasmatics.

### Décès
Hartman n'a jamais été marié et n'a pas eu d'enfants. Il est décédé le 22 mars 1994 à son domicile de Westport, Connecticut, d'une tumeur au cerveau, à l'âge de 43 ans. Homosexuel renfermé, il a été diagnostiqué séropositif à la fin des années 1980. Il a gardé secrète sa séropositivité et n'a pas cherché de traitement, même après que son ami et collaborateur intermittent Holly Johnson (du groupe Frankie Goes to Hollywood) eut annoncé sa propre séropositivité en 1991. Ses restes ont été incinérés; il laisse dans le deuil ses deux parents, son frère Dave et sa sœur Kathy.
En mai 1994, le concert commémoratif Dan Hartman: A Celebration of His Life and Music a été donné au Sound Factory Bar de New York. Nona Hendryx, Loleatta Holloway et le producteur Frankie Knuckles étaient parmi les participants.

### Héritage
Dan Hartman est réputé pour sa polyvalence musicale. Dans son dernier testament, il a créé la Dan Hartman Arts and Music Foundation (située à Los Angeles, Californie) avec Charlie Midnight comme seul administrateur. Au moment de sa mort, Hartman enregistrait un album solo pour CHAOS/Columbia. Le label n'avait pas de plans immédiats pour sortir le travail inachevé de Hartman. En 1996, il a été annoncé qu'EMI Music Publishing avait acheté le catalogue complet de Hartman. Au cours de la même année, Tom Robinson sort la chanson "Connecticut" à la mémoire de Hartman. La chanson apparaît sur l'album de Robinson, Have It Both Ways. Des années après l'hommage de Robinson, Kathy Hartman (la sœur de Dan Hartman) - en tant que chanteuse du groupe Signal 30 - a sorti "A Song for Dan" à la mémoire de son frère. Elle a également sorti la chanson "Bad Movies", qu'elle avait co-écrite avec son défunt frère.
Au moment de sa mort, la musique de Dan Hartman connaissait une sorte de renouveau : une reprise de "Relight My Fire" est devenue le hit numéro un britannique pour Take That et Lulu en 1993. Les ventes des enregistrements solo de Dan, des efforts de groupe, de la production, de l'écriture de chansons et des inclusions de compilation avaient dépassé 50 millions de disques dans le monde. Vers décembre 1994, l'album Keep the Fire Burnin est sorti à titre posthume - une compilation contenant des remixes de succès antérieurs et du matériel inédit. L'album a engendré deux singles, The Love In Your Eyes et Keep the Fire Burnin, ce dernier mettant en vedette Holloway. La version de Hartman de "Free Ride" a été présentée dans Mighty Morphin Power Rangers: The Movie l'année après sa mort. T. M. Stevens a sorti son album Out of Control en 1995, qui comportait la chanson The Gift (écrite par Hartman et Midnight).[117] En 1996, Audio Adrenaline a inclus une version de couverture de Free Ride sur leur album Bloom. En 2003, Ricky Martin a repris Relight My Fire avec deux versions : une avec la voix originale de Holloway et une autre avec Anastacia chantant la partie de Holloway.
En 2006, douze ans après la mort de Dan, I Can Dream About You a été présenté dans le jeu vidéo Grand Theft Auto: Vice City Stories ; Relight My Fire a également été présenté dans le jeu vidéo Grand Theft Auto: The Ballad of Gay Tony.[120] En 2010, les rockeurs folk Louis Barabbas & the Bedlam Six ont transformé Relight My Fire en une ode au whisky.
En 2020, Dan Hartman a été intronisé au Central Pennsylvania Music Hall of Fame avec Kathy Hartman acceptant l'honneur en son nom. Parmi les autres intronisés figuraient Poison, Bobby Troup et les Sharks.
En l'honneur du mois de la fierté gay 2021, Hiro Clark - en collaboration avec Ana Matronic, membre des Scissor Sisters - a lancé le t-shirt "Cowley Hartman Russell" pour honorer Dan Hartman et d'autres producteurs de disco légendaires, Patrick Cowley et Arthur Russell. I Can Dream About You a également été présenté dans l'épisode Ruminations: Big And Little Bullys de la série télévisée HBO Euphoria en 2022.

## Discographie

### Solo
Albums studio
- 1976 : Images
- 1978 : Instant Replay
- 1979 : Relight My Fire - Contient la chanson Free Ride.
- 1981 : It Hurts to Be in Love
- 1984 : I Can Dream About You
- 1989 : New Green Clear Blue

Album jamais publié
- 1986 : White Boy - À la suite du succès commercial du single I Can Dream About You de Hartman et de l'album éponyme en 1984, Hartman a rapidement commencé à enregistrer son deuxième album pour le label MCA. Poursuivant son travail de création avec son partenaire d'écriture Charlie Midnight, le nouveau matériel a été marqué par le désir de Hartman de créer un enregistrement plus audacieux. Cependant, lorsque le nouvel album a été présenté à MCA, ils ont estimé que les chansons ne convenaient pas à son image et ont plutôt mis l'album de côté.

Compilations
- 1976 : Who Is Dan Hartman and Why Is Everyone Saying Wonderful Things About Him? - Album promo produit au début de sa carrière solo.
- 1994 : Keep the Fire Burnin'
- 2004 : Superhits

## Comme membre d'un groupe

### Edgar Winter Group
- 1972 : They Only Come Out at Night - Basse, guitare rythmique, ukulele, percussions, maracas, chant sur Free Ride, chœurs
- 1974 : Shock Treatment - Basse, guitare rythmique, percussion, autoharp, chœurs
- 1975 : The Edgar Winter Group With Rick Derringer - Basse, guitare rythmique, percussions, chœurs
- 1990 : Edgar Winter And Rick Derringer Live In Japan - Basse, chant, chœurs
- 2018 : I've Got News for You, 1971–1977 - Coffret compilation 6 CD, contient Edgar Winter White Trash Introducing Jerry Lacroix, Roadwork, They Only Come Out At Night, Shock Treatment, The Edgar Winter Group With Rick Derringer et Recycled.

### Johnny Winter
- 1976 : Together: Edgar Winter & Johnny Winter - Sur cet album Dan agissait comme membre du Edgar Winter Group.

### The Legends
- 2001 : The Early Years - Compilation
- 2001 : High Towers [1965-1973] - Compilation

https://www.discogs.com/fr/artist/1759096-The-Legends-7

## Collaborations
- 1974 : Johnny Winter : Saints & Sinners -  Basse, guitare rythmique, chœurs
- 1975 : Edgar Winter : Jasmine Nightdreams - Basse, chœurs, ingénieur du son, coproducteur
- 1975 : Todd Rundgren : Initiation - Basse sur Fair Warning avec Rick Derringer guitare, Moogy Klingman claviers et Edgar Winter sax.
- 1975 : Rick Derringer : Spring Fever - chœurs sur 4 chansons
- 1976 : Foghat ; Nightshift - Production.
- 1977 : Edgar Winter's White Trash - Recycled - Guitare sur Puttin' It Back' + assistant producteur
- 1977 : 38 Special - Thirty Eight Special - Piano sur "Fly Away".
- 1977 : Muddy Waters : I'm Ready - Dan Hartman ingénieur du son, Johnny Winter producteur
- 1978 : Derringer : If I Weren't So Romantic, I'd Shoot You - Guitare rythmique, piano, orgue sur 6 chansons
- 1979 : David Johansen : InStyle - Basse, chœurs
- 1979 : Peter Brown : Stargazer - Chœurs sur It's Alright
- 1980 : Johnny Winter : Raisin' Cain - Piano
- 1980 : Hilly Michaels : Calling All Girls - Basse, guitare rythmique, autoharp, claviers, chœurs
- 1980 : Loleatta Holloway : Single :Love Sensation - Basse, claviers, percussions, chœurs, Chanson écrite et produite par Dan Hartman
- 1981 : Neil Sedaka : Neil Sedaka Now - Dan a agi comme ingénieur du son
- 1981 : Diana Ross : Why Do Fools Fall in Love - Dan écrit et compose la chanson It's Never Too Late
- 1981 : Hilly Michaels : Lumia - Claviers, guitare, chœurs. Rick Derringer est aussi sur cet album.
- 1981 : Plasmatics : Metal Priestess - Ingénieur du son et producteur
- 1982 : Average White Band : Cupid's in Fashion - Piano, chœurs
- 1983 : Ian Hunter : All of the Good Ones Are Taken - Basse sur Speechless
- 1984 : John Jarret's Tribe : Tribe - Chœurs
- 1984 : Artostes variés : Bande Originale Du Film - Break Street 84 - Dan sur Heart Of The Beat Auteur-compositeur, producteur, ingénieur
- 1984 : Neil Sedaka : Come See About Me - Clavinet, Piano électrique, Guitare rythmique, Chœurs, Producteur
- 1984 : Artistes Variés : Breakin' Bande Originale du film - Dan Hartman Heart of the Beat avec Charlie Midnight
- 1984 : Artistes Variés : Streets Of Fire - Music From The Original Motion Picture Soundtrack - Dan Hartman : I Can Dream About You
- 1985 : Artistes Variés : Rocky IV - James Brown Living in America Dan Hartman production
- 1986 : James Brown : Gravity - Guitare rythmique, basse, claviers, synthétiseur, programmation, chœurs
- 1986 : Steve Winwood : Back In The High Life - Chœurs sur une chanson
- 1986 : Jenny Burton : Souvenirs - Dan a écrit et composé la chanson Anticipation mais n'apparait pas sur l'album
- 1986 : Jackie Chan : Shangri-la - La chanson Only For Your Love de Dan Hartman, paroles et musique
- 1987 : John Waite :  Rover's Return. - Dan et Charlie Midnight ont écrit et composé la chanson Sometimes
- 1987 : Paul King : Joy - Production, coécrit 5 chansons, joue la guitare et les claviers
- 1987 : Joe Cocker : Unchain My Heart - Production avec Charlie Midnight, les chansons A Woman Loves a Man et Satisfied sont du duo Hartman/Midnight, Dan Hartman aux chœurs, claviers, guitare, percussions
- 1987 : Time Bandits : Can't Wait For Another World - Dan arrangements sur Sail, ingénieur du son, production avec Charlie Mignight
- 1987 : Artistes variés : Ruthless People Music from the movie - Dan et Charlie Midnight sur Waiting To See You
- 1987 : Nona Hendryx : Female Trouble - Guitare, claviers, chœurs 5 chansons + production. Peter Gabriel aussi sur cet album.
- 1988 : D_Project : Prototype - A écrit la chanson Hearts Will Break sur laquelle il a fait les chœurs
- 1988 : Artistes variés : Oliver & Company Bande Originale du film - Dan Hartman Why Should I Worry?
- 1989 : Tina Turner : Foreign Affair - Produit 9 des 12 titres, en plus de jouer les claviers, la guitare acoustique et de faire les chœurs
- 1989 : Joe Cocker : One Night of Sin - Dan producteur exécutif avec Michael Lang
- 1989 : Holly Johnson : Blast Coproduit avec Andy Richards, Stephen Hague et Steve Lovell
- 1990 : Dusty Springfield : Reputation - Instruments divers, chœurs
- 1990 : Tom Robinson : We Never Had It So Good - Chœurs sur 2 chansons
- 1990 : Holly Johnson : Hollelujah - Coproduction.
- 1991 : Bonnie Tyler : Bitterblue - Chant sur Till the End of Time
- 1991 : Holly Johnson : Dreams That Money Can't Buy - Corproduction
- 1992 : The Fabulous Pop Tarts : Dan Hartman produit la chanson Smile
- 1982 : Valerie’s Garten : Valerie’s Garten - Collabore à l'élaboration de 2 chansons
- 1995 : Artistes variés : Mighty Morphin Power Rangers: The Movie : B.O. du film - Dan Hartman reprend sa chanson Free Ride.
- 2002 : Plasmatics : Coup d'Etat - Dan Hartman a produit un démo de cet album en 1982 qui fut enregistré en une semaine mais publié seulement en 2002.
- 2014 : Holly Johnson : Unleashed from the Pleasuredome - A coécrit la chanson Atomic city avec Johnson.
- 2014 : Johnny Winter : True to the Blues: The Johnny Winter Story - Dan : guitare, basse, piano, chant - Coffret 4 CD Compilation.